# Дейссерот, Карл
Карл Дейссерот (англ. Karl Deisseroth; род. 18 ноября 1971, Бостон) — американский учёный. Труды в основном посвящены нейробиологии, биоинженерии. Известен как один из авторов оптогенетики — методики исследования работы нервных клеток. Член Национальных Академии наук (2012), Медицинской (2010) и Инженерной (2019) академий США, а также Американского философского общества (2022) и Леопольдины (2014). Доктор медицины и доктор философии, именной профессор (D.H. Chen Professor) Стэнфордского университета, исследователь Медицинского института Говарда Хьюза (с 2014). Clarivate Citation Laureate (2019).
Окончил Гарвард (бакалавр биохимии), где учился в 1988-1992 годах. В Стэнфордском университете получил степени доктора философии и доктора медицины, занимаясь там для этого соответственно в 1994-1998 и 1992-2000 годах, в последнем случае - в школе медицины. Там же, в Стэнфорде, в 2000-2001 годах прошёл интернатуру и в 2000-2004 годах клиническую ординатуру по психиатрии. В 2004-2005 годах на кафедре психиатрии Стэнфордской школы медицины. В 2005-2008 годах ассистент-профессор, в 2009-2012 годах ассоциированный профессор биоинженерии и психиатрии Стэнфорда. В 2009-2013 годах Early Career Investigator Медицинского института Говарда Хьюза. С 2012 года профессор биоинженерии и психиатрии Стэнфорда, занял и возглавил кафедру имени D.H. Chen. Член редколлегии Cell.

## Награды и отличия
- 2009 — Golden Brain Award[англ.]
- 2010 — HFSP Премия Накасонэ[нем.]
- 2011 — Нейронаучная премия Перла−UNC[англ.]
- 2012 — Zülch-Preis[нем.]
- 2013 — Richard Lounsbery Award[англ.]
- 2013 — Премия Диксона в номинации «Медицина»
- 2013 — Brain Prize
- 2013 — Gabbay Award[англ.]
- 2013 — Robert J. and Claire Pasarow Foundation Medical Research Award[англ.] (Neuropsychiatry)
- 2014 — Премия Кэйо[англ.]
- 2015 — Премия Диксона в номинации «Наука»
- 2015 — Мессенджеровские лекции
- 2015 — Премия медицинского центра Олбани
- 2015 — BBVA Foundation Frontiers of Knowledge Award
- 2015 — Lurie Prize in Biomedical Sciences[англ.]
- 2016 — Премия за прорыв в области медицины
- 2016 — Премия Мэссри
- 2016 — Премия Харви
- 2017 — Else-Kröner-Fresenius-Award[нем.]
- NOMIS Distinguished Scientist and Scholar Award (2017)[7]
- 2018 — Международная премия Гайрднера[8]
- 2018 — Премия Киото
- 2018 — Berthold Leibinger Zukunftspreis[англ.]
- 2019 — Премия Румфорда Американской академии искусств и наук
- 2019 — Warren Alpert Foundation Prize[нем.]
- 2019 — Clarivate Citation Laureate
- 2020 — Премия Хейнекена
- 2021 — Премия Альберта Ласкера за фундаментальные медицинские исследования
- Премия Луизы Гросс Хорвиц (2022)
- Премия Японии (2023)